# Octavio Errázuriz
Octavio Errázuriz Guilisasti (Santiago, 30 de diciembre de 1942), es un abogado y diplomático de carrera chileno, exembajador de su país en los Estados Unidos y exembajador ante la Santa Sede.

## Primeros años de vida
Es hijo del matrimonio conformado por Octavio Errázuriz Letelier y Virginia Guilisasti Tagle. Es hermano de Virginia Errázuriz, artista visual, y de Josefa Errázuriz, ex-alcaldesa de la comuna de Providencia, y primo del empresario Rafael Guilisasti.
Está casado con la argentina Cristina Tortorelli, con quien tiene dos hijas.

## Vida pública
Estudió derecho en la Universidad de Chile, y luego realizó cursos en la Escuela de Relaciones Exteriores y Gobierno de la Universidad de Virginia, en los Estados Unidos.
Entre 1963 y 2001 sirvió en el Servicio Exterior de su país. Tras ello, fue designado asesor de la presidencia del consorcio periodístico Copesa. También fue presidente de extensión de la Universidad San Sebastián entre 2014 y 2018, e integró el Consejo de Políticas Públicas de Libertad y Desarrollo y el consejo asesor para el Centro de Estudios Internacionales de la Universidad Católica.
Fue embajador de su país en Ecuador entre 1985 y 1988, en los Estados Unidos entre 1989 y 1990, y en China entre 1997 y 2000.
En el Ministerio de Relaciones Exteriores ocupó, entre otros cargos, el de director general de política exterior, asesor para asuntos del Pacífico y director de Asia-Pacífico y Oceanía.
Como representante de Chile en Washington D. C. debió encarar el conflicto diplomático que desencadenó entre ambos países la detección de dos granos de uva contaminados con cianuro en marzo de 1989.
En 2010 fue nombrado embajador ante las Naciones Unidas por el presidente Sebastián Piñera, tras haber sido considerado como representante en Brasil. Dejó el cargo en 2014. En mayo de 2018, el presidente Piñera lo nombró como representante en la Santa Sede.